# District militaire de Moscou
Le district militaire de Moscou, est un district militaire des forces armées soviétiques et des forces armées de la fédération de Russie. Le district a reçu l'Ordre de Lénine en 1968. En 2010, celui-ci fusionne avec le district militaire de Léningrad, la flotte du Nord et la flotte de la Baltique pour former le nouveau district militaire ouest.
Il est recréé le 1er mars 2024 sur décret du président Vladimir Poutine, pris le 26 février, qui acte la dissolution du district militaire ouest.